# Hockey sur glace aux Jeux olympiques d'hiver de 2018 - Qualifications femmes
La qualification pour le tournoi de hockey sur glace féminin des Jeux olympiques d'hiver de 2018 est déterminée par le Classement IIHF établi à l'issue du Championnat du monde féminin 2016. La Corée du Sud, pays hôte, et les cinq premiers du classement mondial obtiennent directement une place pour le tournoi. Les autres équipes ont la possibilité de gagner l'une des deux places restantes par l'intermédiaire de tournois qualificatifs. Ces derniers ont lieu du 7 octobre 2016 au 12 février 2017.

## Équipes qualifiées
| Mode de sélection         | Dates                            | Lieux             | Nombre de places | Qualifiés                               |
| ------------------------- | -------------------------------- | ----------------- | ---------------- | --------------------------------------- |
| Pays organisateur         | 19 septembre 2014                | Tenerife Espagne  | 1                | Corée du Sud                            |
| Classement IIHF 2016      | 7 décembre 2012 - 10 avril 2016  | -                 | 5                | États-Unis Canada Finlande Russie Suède |
| Tournois de qualification | 7 octobre 2016 - 12 février 2017 | Arosa, Suisse     | 1                | Suisse                                  |
| Tournois de qualification | 7 octobre 2016 - 12 février 2017 | Tomakomai , Japon | 1                | Japon                                   |
| Total                     |                                  |                   | 8                |                                         |

## Mode de qualification
Les 5 premiers au classement mondial sont automatiquement qualifiés pour le tournoi olympique, ainsi que le pays hôte (la Corée du Sud). Il reste donc 2 places qui sont attribuées à la suite de plusieurs pré-qualifications et qualifications :
- 3 équipes disputent un premier tour de pré-qualification. Le vainqueur poursuit la compétition.
- 8 équipes (dont le vainqueur du premier tour de pré-qualification), regroupées en 2 poules de 4, disputent le 2e tour de pré-qualification. Les premiers de chaque poule poursuivent la compétition.
- 8 équipes (dont les 2 vainqueurs du 2e tour de pré-qualification), regroupées en 2 poules de 4, disputent le 3e tour de pré-qualification. Les premiers de chaque poule poursuivent la compétition.
- 8 équipes (dont les 2 vainqueurs du 3e tour de pré-qualification), regroupées en 2 poules de 4, disputent le tour de qualification. Les premiers de chaque poule accèdent au tournoi olympique.

|  | Qualifié directement pour le tournoi olympique |
|  | Tour de qualification                          |
|  | 3e tour de pré-qualificatione                  |
|  | 2e tour de pré-qualification                   |
|  | 1er tour de pré-qualification                  |

| Rang | Pays             | CM 2016 (100%) | CM 2015 (75%) | CM 2014 (50%) | JO 2014 (50%) | CM 2013 (25%) | Points |
| ---- | ---------------- | -------------- | ------------- | ------------- | ------------- | ------------- | ------ |
| 1    | États-Unis       | 1 200          | 1 200         | 1 160         | 1 160         | 1 200         | 3 560  |
| 2    | Canada           | 1 160          | 1 160         | 1 200         | 1 200         | 1 160         | 3 520  |
| 3    | Finlande         | 1 100          | 1 120         | 1 060         | 1 060         | 1 100         | 3 275  |
| 4    | Russie           | 1 120          | 1 100         | 1 040         | 1 040         | 1 120         | 3 265  |
| 5    | Suède            | 1 060          | 1 060         | 1 100         | 1 100         | 1 020         | 3 210  |
| 6    | Suisse           | 1 020          | 1 040         | 1 120         | 1 120         | 1 040         | 3 180  |
| 7    | Japon            | 1 000          | 1 020         | 1 000         | 1 000         | 960           | 3 005  |
| 8    | Allemagne        | 960            | 1 000         | 1 020         | 1 020         | 1 060         | 2 995  |
| 9    | Tchéquie         | 1 040          | 960           | 960           | 960           | 1 000         | 2 970  |
| 10   | Danemark         | 900            | 900           | 920           | 940           | 940           | 2 740  |
| 11   | Autriche         | 920            | 940           | 880           | 900           | 900           | 2 710  |
| 12   | France           | 940            | 920           | 900           | 820           | 840           | 2 700  |
| 13   | Norvège          | 880            | 880           | 940           | 920           | 880           | 2 690  |
| 14   | Slovaquie        | 860            | 840           | 860           | 880           | 920           | 2 590  |
| 15   | Lettonie         | 820            | 860           | 840           | 740           | 860           | 2 470  |
| 16   | Chine            | 760            | 800           | 820           | 900           | 780           | 2 415  |
| 17   | Hongrie          | 840            | 780           | 800           | 720           | 720           | 2 365  |
| 19   | Kazakhstan       | 800            | 720           | 740           | 860           | 760           | 2 330  |
| 18   | Pays-Bas         | 740            | 820           | 780           | 760           | 820           | 2 330  |
| 20   | Italie           | 780            | 760           | 720           | 800           | 700           | 2 285  |
| 21   | Grande-Bretagne  | 680            | 700           | 700           | 780           | 740           | 2 130  |
| 22   | Pologne          | 720            | 660           | 660           | 700           | 640           | 2 055  |
| Hôte | Corée du Sud     | 700            | 680           | 680           | 640           | 600           | 2 020  |
| 23   | Slovénie         | 640            | 600           | 580           | 680           | 620           | 1 875  |
|      | Croatie          | 620            | 640           | 600           | 620           | 560           | 1 850  |
|      | Corée du Nord    | 660            | 740           | 760           | 0             | 800           | 1 795  |
| 24   | Espagne          | 580            | 560           | 560           | 660           | 580           | 1 755  |
|      | Australie        | 600            | 520           | 620           | 0             | 680           | 1 470  |
|      | Nouvelle-Zélande | 520            | 620           | 640           | 0             | 660           | 1 470  |
|      | Islande          | 560            | 540           | 540           | 0             | 540           | 1 370  |
| 25   | Turquie          | 500            | 480           | 500           | 0             | 480           | 1 230  |
| 26   | Mexique          | 540            | 580           | 480           | 0             | 0             | 1 215  |
|      | Afrique du Sud   | 440            | 440           | 460           | 0             | 500           | 1 125  |
|      | Bulgarie         | 420            | 420           | 440           | 0             | 460           | 1 070  |
| 27   | Hong Kong        | 460            | 460           | 420           | 0             | 0             | 1 015  |
|      | Belgique         | 0              | 500           | 520           | 0             | 520           | 765    |
|      | Roumanie         | 480            | 0             | 0             | 0             | 0             | 480    |
|      | Irlande          | 0              | 0             | 0             | 0             | 440           | 110    |

## Premier tour de pré-qualification - Groupe J
Le Groupe J a lieu du 7 au 9 octobre 2016 à Mexico au Mexique.
| 7 octobre 2016 | Hong Kong | 2-8 (1-4, 1-3, 0-1) | Turquie | Ice Dome, Mexico 50 spectateurs |

| Feuille de match       | Feuille de match                                 | Feuille de match                                    | Feuille de match | Feuille de match                                                          |
| ---------------------- | ------------------------------------------------ | --------------------------------------------------- | --- | ------------------------------------------------------------------------- |
|                        | - Li — 8 min 8 s - Chow Y. (Shum) — 39 min 4 s - | 0-1 0-2 1-2 1-3 1-4 1-5 1-6 2-6 2-7 2-8             | Demir (Uygun) — 1 min 45 s (SN) Baktıroğlu (Yılmaz) — 7 min 7 s - Taygar (A. Lökbaş) — 15 min 6 s Uygun (Baktıroğlu ) — 15 min 41 s Demirkol (Baktıroğlu ) — 21 min 8 s Baktıroğlu — 28 min 30 s - Taygar (D. Lökbaş) — 39 min 26 s Baktıroğlu — 44 min 45 s | Arbitrage : Chelsea Rapin Juges de lignes : Cianna Lieffers Amanda Wilson |
| Wong Ying Chi Virginia | Gardiens                                         | Didem Deniz (31 min 20 s) Büșra Kanat (28 min 40 s) | | Arbitrage : Chelsea Rapin Juges de lignes : Cianna Lieffers Amanda Wilson |
| 10 min                 | Pénalités                                        | 12 min                                              | | Arbitrage : Chelsea Rapin Juges de lignes : Cianna Lieffers Amanda Wilson |
| 7                      | Tirs                                             | 39                                                  | | Arbitrage : Chelsea Rapin Juges de lignes : Cianna Lieffers Amanda Wilson |

| 8 octobre 2016 | Mexique | 13-0 (5-0, 5-0, 3-0) | Hong Kong | Ice Dome, Mexico 1 000 spectateurs |

| Feuille de match                                       | Feuille de match | Feuille de match                                        | Feuille de match | Feuille de match                                                             |
| ------------------------------------------------------ | --- | ------------------------------------------------------- | ---------------- | ---------------------------------------------------------------------------- |
|                                                        | Téllez (Escobedo) — 1 min 27 s J. Rojas — 2 min 56 s F. Hernández (Treviño, Hurtado) — 10 min 30 s J. Rojas (González) — 14 min 39 s Hurtado (Gendrón) — 16 min 9 s (SN) Gendron (Téllez) — 21 min 48 s A. Hernández (Amaya) — 23 min 44 s Escobedo (Cruz) — 26 min 26 s Gendrón — 30 min 42 s (SN) J. Rojas (Chávez, González) — 39 min 44 s F. Hernández (Toledano) — 52 min 19 s G. Rojas (A. Hernández) — 53 min 7 s Téllez (Gendrón, Chávez) — 57 min 55 s | 1-0 2-0 3-0 4-0 5-0 6-0 7-0 8-0 9-0 10-0 11-0 12-0 13-0 | -                | Arbitrage : Jestina Vichorek Juges de lignes : Marie Jalbert Cianna Lieffers |
| María Meza (29 min 22 s) Monica Renteria (30 min 38 s) | Gardiens | Wong Ying Chi Virginia (40 min) Chau Nga Sze (20 min)   |                  | Arbitrage : Jestina Vichorek Juges de lignes : Marie Jalbert Cianna Lieffers |
| 24 min                                                 | Pénalités | 18 min                                                  |                  | Arbitrage : Jestina Vichorek Juges de lignes : Marie Jalbert Cianna Lieffers |
| 55                                                     | Tirs | 1                                                       |                  | Arbitrage : Jestina Vichorek Juges de lignes : Marie Jalbert Cianna Lieffers |

| 9 octobre 2016 | Turquie | 5-11 | Mexique | Ice Dome, Mexico 700 spectateurs |

| Feuille de match | Feuille de match | Feuille de match                                                  | Feuille de match | Feuille de match                                                               |
| ---------------- | --- | ----------------------------------------------------------------- | --- | ------------------------------------------------------------------------------ |
|                  | - Taygar — 14 min 50 s (IN) - Baktıroğlu (Demirkol) — 23 min 24 s Demirkol (Baktıroğlu) — 25 min 28 s (2 SN) - Baktıroğlu (Yılmaz) — 45 min 44 s - Demir (Baktıroğlu) — 51 min 49 s (2 SN) - | 0-1 0-2 0-3 1-3 1-4 1-5 2-5 3-5 3-6 3-7 3-8 4-8 4-9 5-9 5-10 5-11 | F. Hernández — 6 min 6 s Téllez (Cardenas) — 8 min 27 s Gendrón (Téllez, Cardenas) — 14 min 34 s - Cruz (González) — 16 min 19 s (SN) Hurtado (Cardenas) — 16 min 45 s - J. Rojas (González, Chávez) — 33 min 45 s J. Rojas — 39 min 36 s (SN) Hurtado (Téllez) — 44 min 33 s (SN) - Trevino (Amaya) — 51 min 15 s (IN) - Chávez (J. Rojas, González) — 54 min 39 s Gendrón — 57 min 57 s (IN) | Arbitrage : Chelsea Rapin Juges de lignes : Marie-Pierre Jalbert Amanda Wilson |
| Didem Deniz      | Gardiens | María Meza                                                        | | Arbitrage : Chelsea Rapin Juges de lignes : Marie-Pierre Jalbert Amanda Wilson |
| 20 min           | Pénalités | 53 min                                                            | | Arbitrage : Chelsea Rapin Juges de lignes : Marie-Pierre Jalbert Amanda Wilson |
| 21               | Tirs | 39                                                                | | Arbitrage : Chelsea Rapin Juges de lignes : Marie-Pierre Jalbert Amanda Wilson |

| Clt   | Équipe    | PJ | V | VP | D | DP | BP | BC | Diff | Pts |
| ----- | --------- | -- | - | -- | - | -- | -- | -- | ---- | --- |
| +001, | Mexique   | 2  | 2 | 0  | 0 | 0  | 24 | 5  | +19  | 6   |
| +002, | Turquie   | 2  | 1 | 0  | 1 | 0  | 13 | 13 | 0    | 3   |
| +003, | Hong Kong | 2  | 0 | 0  | 2 | 0  | 2  | 21 | -19  | 0   |

- Qualifié pour le second tour de pré-qualification

## Deuxième tour de pré-qualification

### Groupe G
Le Groupe G a lieu du 3 au 6 novembre 2016 à Astana au Kazakhstan.
| 3 novembre 2016 | Grande-Bretagne | 3-2 (0-2, 0-0, 3-2) | Mexique | Barys Arena, Astana 102 spectateurs |

| Feuille de match | Feuille de match                                                                    | Feuille de match    | Feuille de match                                                             | Feuille de match                                                         |
| ---------------- | ----------------------------------------------------------------------------------- | ------------------- | ---------------------------------------------------------------------------- | ------------------------------------------------------------------------ |
|                  | - Lane (Taylor) — 52 min 38 s Allen (Marsden) — 58 min 39 s Taylor (Henry) — 59 min | 0-1 0-2 1-2 2-2 3-2 | J. Rojas (Cruz) — 1 min 1 s Hernández (Larois, Escobedo) — 19 min 2 s (SN) - | Arbitrage : Henna Aberg Juges de lignes : Ivana Besedicova Diana Mokhova |
| Bolwell          | Gardiens                                                                            | Renteria            |                                                                              | Arbitrage : Henna Aberg Juges de lignes : Ivana Besedicova Diana Mokhova |
| 10 min           | Pénalités                                                                           | 10 min              |                                                                              | Arbitrage : Henna Aberg Juges de lignes : Ivana Besedicova Diana Mokhova |
| 39               | Tirs                                                                                | 11                  |                                                                              | Arbitrage : Henna Aberg Juges de lignes : Ivana Besedicova Diana Mokhova |

| 3 novembre 2016 | Pologne | 1-4 (1-1, 0-3, 0-0) | Kazakhstan | Barys Arena, Astana 465 spectateurs |

| Feuille de match | Feuille de match                            | Feuille de match    | Feuille de match | Feuille de match                                                    |
| ---------------- | ------------------------------------------- | ------------------- | --- | ------------------------------------------------------------------- |
|                  | Laskawska (Tomczok, Korkuz) — 12 min 45 s - | 1-0 1-1 1-2 1-3 1-4 | - Ryspek (Tukhtieva) — 14 min 56 s Tukhtieva (Ryspek) — 29 min 21 s Moldabai (Koroleva) — 33 min 38 s Moldabai (Likhaus) — 39 min 3 s | Arbitrage : Yana Zueva Juges de lignes : Nataša Pagon Linnea Sainio |
| Sass             | Gardiens                                    | Dmitriyeva          | | Arbitrage : Yana Zueva Juges de lignes : Nataša Pagon Linnea Sainio |
| 6 min            | Pénalités                                   | 8 min               | | Arbitrage : Yana Zueva Juges de lignes : Nataša Pagon Linnea Sainio |
| 27               | Tirs                                        | 34                  | | Arbitrage : Yana Zueva Juges de lignes : Nataša Pagon Linnea Sainio |

| 4 novembre 2016 | Grande-Bretagne | 3-4 (0-2, 2-1, 1-1) | Pologne | Barys Arena, Astana 152 spectateurs |

| Feuille de match | Feuille de match                                                                                            | Feuille de match            | Feuille de match | Feuille de match                                                            |
| ---------------- | --- | --------------------------- | --- | --------------------------------------------------------------------------- |
|                  | - Taylor — 22 min 41 s Douglas (Herbert, Marsden) — 27 min 26 s - Henry (Taylor, Farman) — 58 min 21 s (SN) | 0-1 0-2 1-2 2-2 2-3 2-4 3-4 | Czaplik (Późniewska, Czarnecka) — 11 min 58 s Pozniewska (Czaplik, Chrapek) — 12 min 19 s - Strzelecka (Frąckowiak) — 29 min 21 s (SN) Wieczorek (Frackowiak) — 44 min 14 s - | Arbitrage : Debby Hengst Juges de lignes : Linnea Sainio Svenja Strohmenger |
| Jackson          | Gardiens | Sass                        | | Arbitrage : Debby Hengst Juges de lignes : Linnea Sainio Svenja Strohmenger |
| 6 min            | Pénalités                                                                                                   | 10 min                      | | Arbitrage : Debby Hengst Juges de lignes : Linnea Sainio Svenja Strohmenger |
| 32               | Tirs | 25                          | | Arbitrage : Debby Hengst Juges de lignes : Linnea Sainio Svenja Strohmenger |

| 4 novembre 2016 | Kazakhstan | 3-1 (2-0, 1-0, 0-1) | Mexique | Barys Arena, Astana 446 spectateurs |

| Feuille de match | Feuille de match | Feuille de match | Feuille de match       | Feuille de match                                                    |
| ---------------- | --- | ---------------- | ---------------------- | ------------------------------------------------------------------- |
|                  | Kartanbayeva (Aldabergenova) — 4 min 46 s Felzink — 13 min 14 s Ashimova (Shegebayeva, Olzhabayeva) — 27 min 51 s - | 1-0 2-0 3-0 3-1  | - Chavez — 45 min 52 s | Arbitrage : Yana Zueva Juges de lignes : Diana Mokhova Nataša Pagon |
| Dmitriyeva       | Gardiens | Meza             |                        | Arbitrage : Yana Zueva Juges de lignes : Diana Mokhova Nataša Pagon |
| 10 min           | Pénalités | 4 min            |                        | Arbitrage : Yana Zueva Juges de lignes : Diana Mokhova Nataša Pagon |
| 30               | Tirs | 18               |                        | Arbitrage : Yana Zueva Juges de lignes : Diana Mokhova Nataša Pagon |

| 6 novembre 2016 | Mexique | 0-5 (0-0, 0-4, 0-1) | Pologne | Barys Arena, Astana 183 spectateurs |

| Feuille de match                | Feuille de match | Feuille de match    | Feuille de match | Feuille de match                                                         |
| ------------------------------- | ---------------- | ------------------- | --- | ------------------------------------------------------------------------ |
|                                 | -                | 0-1 0-2 0-3 0-4 0-5 | Późniewska — 20 min 33 s (IN) Wieczorek (Frąckowiak) — 24 min 4 s (SN) Późniewska (Chrapek) — 34 min 29 s (SN) Chrapek (Późniewska, Czaplik) — 36 min 37 s (SN) Tomczok (Chrapek) — 58 min 31 s | Arbitrage : Debby Hengst Juges de lignes : Ivana Besedičová Nataša Pagon |
| Renteria (40 min) Meza (20 min) | Gardiens         | Mizera              | | Arbitrage : Debby Hengst Juges de lignes : Ivana Besedičová Nataša Pagon |
| 31 min                          | Pénalités        | 10 min              | | Arbitrage : Debby Hengst Juges de lignes : Ivana Besedičová Nataša Pagon |
| 14                              | Tirs             | 43                  | | Arbitrage : Debby Hengst Juges de lignes : Ivana Besedičová Nataša Pagon |

| 6 novembre 2016 | Kazakhstan | 3-1 (2-0, 0-0, 1-1) | Grande-Bretagne | Barys Arena, Astana 861 spectateurs |

| Feuille de match | Feuille de match                                                                                         | Feuille de match | Feuille de match                             | Feuille de match                                                           |
| ---------------- | --- | ---------------- | -------------------------------------------- | -------------------------------------------------------------------------- |
|                  | Nurgalieva (Koroleva) — 3 min 44 s Moldabai (Likhaus) — 18 min 26 s - Likhaus (Ryspek) — 59 min 6 s (CV) | 1-0 2-0 2-1 3-1  | - Henry (Farman, Taylor) — 54 min 7 s (SN) - | Arbitrage : Henna Åberg Juges de lignes : Linnea Sainio Svenja Strohmenger |
| Dmitriyeva       | Gardiens                                                                                                 | Jackson          |                                              | Arbitrage : Henna Åberg Juges de lignes : Linnea Sainio Svenja Strohmenger |
| 31 min           | Pénalités                                                                                                | 12 min           |                                              | Arbitrage : Henna Åberg Juges de lignes : Linnea Sainio Svenja Strohmenger |
| 28               | Tirs | 23               |                                              | Arbitrage : Henna Åberg Juges de lignes : Linnea Sainio Svenja Strohmenger |

| Clt   | Équipe          | PJ | V | VP | D | DP | BP | BC | Diff | Pts |
| ----- | --------------- | -- | - | -- | - | -- | -- | -- | ---- | --- |
| +001, | Kazakhstan      | 3  | 3 | 0  | 0 | 0  | 10 | 3  | +7   | 9   |
| +002, | Pologne         | 3  | 2 | 0  | 1 | 0  | 10 | 7  | +3   | 6   |
| +003, | Grande-Bretagne | 3  | 1 | 0  | 2 | 0  | 7  | 9  | -2   | 3   |
| +004, | Mexique         | 3  | 0 | 0  | 3 | 0  | 3  | 11 | -8   | 0   |

- Qualifié pour le troisième tour de pré-qualification

### Groupe H
Le Groupe H a lieu du 4 au 6 novembre 2016 à Saint-Sébastien en Espagne.
| 4 novembre 2016 | Slovénie | 1-14 (0-4, 0-6, 1-4) | Pays-Bas | Palacio del Hielo Txuri Urdin, Saint-Sébastien 174 spectateurs |

| Feuille de match                        | Feuille de match                                 | Feuille de match                                                  | Feuille de match | Feuille de match                                                        |
| --------------------------------------- | ------------------------------------------------ | ----------------------------------------------------------------- | --- | ----------------------------------------------------------------------- |
|                                         | - E. Dukarič (S. Confidenti, Pren) — 59 min 45 s | 0-1 0-2 0-3 0-4 0-5 0-6 0-7 0-8 0-9 0-10 0-11 0-12 0-13 0-14 1-14 | Wielenga — 5 min 51 s Wielenga — 13 min 16 s Martens (Haverkorn van Rijsewijk, Van Nes) — 17 min 3 s Zwarthoed (de Jong, Hardenbol) — 18 min 22 s de Jong (Zwarthoed) — 26 min 8 s Wielenga (van Nes) — 28 min 6 s de Jong (Dijkema, Hamers) — 30 min 13 s Haverkorn van Rijsewijk (Wielenga) — 31 min 37 s Tjin-A-Ton (van Nes) — 32 min 32 s Tjin-A-Ton (Tegelaar, Schollaardt) — 33 min 7 s Barton (Van der Zande, Noe) — 43 min Wielenga (van Nes) — 43 min 23 s Wielenga (van Nes) — 46 min 44 s de Jong (Keijzer, Zwarthoed) — 59 min 31 s - | Arbitrage : Maija Kontturi Juges de lignes : Anina Egli Julia Johansson |
| Confidenti (40 min) P. Dukarič (20 min) | Gardiens                                         | Daams                                                             | | Arbitrage : Maija Kontturi Juges de lignes : Anina Egli Julia Johansson |
| 2 min                                   | Pénalités                                        | 4 min                                                             | | Arbitrage : Maija Kontturi Juges de lignes : Anina Egli Julia Johansson |
| 11                                      | Tirs                                             | 57                                                                | | Arbitrage : Maija Kontturi Juges de lignes : Anina Egli Julia Johansson |

| 4 novembre 2016 | Italie | 2-0 (0-0, 1-0, 1-0) | Espagne | Palacio del Hielo Txuri Urdin, Saint-Sébastien 252 spectateurs |

| Feuille de match | Feuille de match                                                                              | Feuille de match | Feuille de match | Feuille de match                                                               |
| ---------------- | --------------------------------------------------------------------------------------------- | ---------------- | ---------------- | ------------------------------------------------------------------------------ |
|                  | Gius (Zandegiacomo Mistrotofolo) — 24 min 33 s Dalpra (de la Forest de Divonne) — 40 min 18 s | 1-0 2-0          | -                | Arbitrage : Marie Picavet Juges de lignes : Alexandra Klaffki Joanna Pobożniak |
| Klotz            | Gardiens                                                                                      | Gonzalo          |                  | Arbitrage : Marie Picavet Juges de lignes : Alexandra Klaffki Joanna Pobożniak |
| 14 min           | Pénalités                                                                                     | 12 min           |                  | Arbitrage : Marie Picavet Juges de lignes : Alexandra Klaffki Joanna Pobożniak |
| 38               | Tirs                                                                                          | 4                |                  | Arbitrage : Marie Picavet Juges de lignes : Alexandra Klaffki Joanna Pobożniak |

| 5 novembre 2016 | Italie | 8-1 (2-1, 1-0, 5-0) | Slovénie | Palacio del Hielo Txuri Urdin, Saint-Sébastien 120 spectateurs |

| Feuille de match | Feuille de match | Feuille de match                    | Feuille de match                       | Feuille de match                                                           |
| ---------------- | --- | ----------------------------------- | -------------------------------------- | -------------------------------------------------------------------------- |
|                  | Masperi (Elliscasis) — 2 min 57 s Zandegiacomo Mistrotofolo (Gius, Saletta) — 15 min 46 s - de Rocco (Zandegiacomo Mistrotofolo, Saletta) — 24 min 22 s Furlani (de la Forest de Divonne, de Rocco) — 40 min 44 s Dalprà (de Rocco, de la Forest de Divonne) — 42 min 9 s (SN) Furlani (Dalprà, de la Forest de Divonne) — 45 min 42 s Mattivi (de la Forest de Divonne, Furlani) — 52 min 34 s Carignano (Ricca, Elliscasis) — 54 min 13 s | 1-0 2-0 2-1 3-1 4-1 5-1 6-1 7-1 8-1 | - Pren (S. Confidenti) — 16 min 40 s - | Arbitrage : Ramona Weiss Juges de lignes : Julia Johansson Lucie Svobodová |
| Klotz            | Gardiens | P. Dukarič                          |                                        | Arbitrage : Ramona Weiss Juges de lignes : Julia Johansson Lucie Svobodová |
| 10 min           | Pénalités | 14 min                              |                                        | Arbitrage : Ramona Weiss Juges de lignes : Julia Johansson Lucie Svobodová |
| 46               | Tirs | 7                                   |                                        | Arbitrage : Ramona Weiss Juges de lignes : Julia Johansson Lucie Svobodová |

| 5 novembre 2016 | Pays-Bas | 2-0 (1-0, 1-0, 0-0) | Espagne | Palacio del Hielo Txuri Urdin, Saint-Sébastien 357 spectateurs |

| Feuille de match | Feuille de match                                                     | Feuille de match | Feuille de match | Feuille de match                                                         |
| ---------------- | -------------------------------------------------------------------- | ---------------- | ---------------- | ------------------------------------------------------------------------ |
|                  | Zwarthoed (Hardenbol) — 9 min 21 s Hardenbol (de Jong) — 26 min 20 s | 1-0 2-0          | -                | Arbitrage : Maija Kontturi Juges de lignes : Anina Egli Joanna Pobożniak |
| Bos              | Gardiens                                                             | Gonzalo          |                  | Arbitrage : Maija Kontturi Juges de lignes : Anina Egli Joanna Pobożniak |
| 12 min           | Pénalités                                                            | 6 min            |                  | Arbitrage : Maija Kontturi Juges de lignes : Anina Egli Joanna Pobożniak |
| 60               | Tirs                                                                 | 14               |                  | Arbitrage : Maija Kontturi Juges de lignes : Anina Egli Joanna Pobożniak |

| 6 novembre 2016 | Pays-Bas | 1-5 (0-3, 1-2, 0-0) | Italie | Palacio del Hielo Txuri Urdin, Saint-Sébastien 276 spectateurs |

| Feuille de match                     | Feuille de match                      | Feuille de match        | Feuille de match | Feuille de match                                                              |
| ------------------------------------ | ------------------------------------- | ----------------------- | --- | ----------------------------------------------------------------------------- |
|                                      | - de Jong (Zwarthoed) — 23 min 46 s - | 0-1 0-2 0-3 1-3 1-4 1-5 | Dalprà (de la Forest de Divonne) — 29 s Furlani (Dalprà, de la Forest de Divonne) — 7 min 3 s (SN) Carignano (Masperi) — 10 min 50 s - Daplrà (de Rocco) — 29 min 16 s (SN) de la Forest de Divonne (Dalprà) — 32 min 31 s (SN) | Arbitrage : Marie Picavet Juges de lignes : Julia Johansson Alexandra Klaffki |
| Bos (12 min 56 s) Daams (47 min 4 s) | Gardiens                              | Klotz                   | | Arbitrage : Marie Picavet Juges de lignes : Julia Johansson Alexandra Klaffki |
| 53 min                               | Pénalités                             | 10 min                  | | Arbitrage : Marie Picavet Juges de lignes : Julia Johansson Alexandra Klaffki |
| 12                                   | Tirs                                  | 31                      | | Arbitrage : Marie Picavet Juges de lignes : Julia Johansson Alexandra Klaffki |

| 6 novembre 2016 | Espagne | 5-1 (4-1, 0-0, 1-0) | Slovénie | Palacio del Hielo Txuri Urdin, Saint-Sébastien 168 spectateurs |

| Feuille de match | Feuille de match | Feuille de match        | Feuille de match                                | Feuille de match                                                      |
| ---------------- | --- | ----------------------- | ----------------------------------------------- | --------------------------------------------------------------------- |
|                  | Merino (V. Abrisqueta, Munoz) — 3 min 2 s (SN) L. Abrisqueta (Merino, Senac Gomez) — 3 min 27 s Munoz (L. Danielsson, S. Danielsson) — 8 min 25 s Merino (Alvarez, L. Abrisqueta) — 12 min 51 s - Villar (V. Abrisqueta, Moreno) — 45 min 17 s (SN) | 1-0 2-0 3-0 4-0 4-1 5-1 | - Pren (Dukarič, S. Confidenti) — 15 min 44 s - | Arbitrage : Ramona Weiss Juges de lignes : Anina Egli Lucie Svobodová |
| Gonzalo          | Gardiens | I. Confidenti           |                                                 | Arbitrage : Ramona Weiss Juges de lignes : Anina Egli Lucie Svobodová |
| 10 min           | Pénalités | 8 min                   |                                                 | Arbitrage : Ramona Weiss Juges de lignes : Anina Egli Lucie Svobodová |
| 30               | Tirs | 26                      |                                                 | Arbitrage : Ramona Weiss Juges de lignes : Anina Egli Lucie Svobodová |

| Clt   | Équipe   | PJ | V | VP | D | DP | BP | BC | Diff | Pts |
| ----- | -------- | -- | - | -- | - | -- | -- | -- | ---- | --- |
| +001, | Italie   | 3  | 3 | 0  | 0 | 0  | 15 | 2  | +13  | 9   |
| +002, | Pays-Bas | 3  | 2 | 0  | 1 | 0  | 17 | 6  | +11  | 6   |
| +003, | Espagne  | 3  | 1 | 0  | 2 | 0  | 5  | 5  | 0    | 3   |
| +004, | Slovénie | 3  | 0 | 0  | 3 | 0  | 3  | 27 | -24  | 0   |

- Qualifié pour le troisième tour de pré-qualification

## Troisième tour de pré-qualification

### Groupe E
Le Groupe E a lieu du 15 au 18 décembre 2016 à l'Aren'ice de Cergy-Pontoise en France.
| 15 décembre 2016 | Lettonie | 2-3 (2-0, 0-2, 0-1) | Italie | Aren'ice 92 spectateurs |

| Feuille de match | Feuille de match                                                              | Feuille de match    | Feuille de match | Feuille de match                                                                        |
| ---------------- | ----------------------------------------------------------------------------- | ------------------- | --- | --------------------------------------------------------------------------------------- |
|                  | Miljone (Pētersone) — 2 min 32 s Miljone (Kublina, Pētersone) — 19 min 19 s - | 1-0 2-0 2-1 2-2 2-3 | - Elliscasis (de Rocco, Orlandini) — 28 min 9 s Zandegiacomo Mistrotofolo (de Rocco, Saletta) — 33 min 45 s Ricca (Gius) — 46 min 18 s | Arbitrage : Aina Hove Melissa Szkola Juges de lignes : Bettina Angerer Charlotte Girard |
| K. Apsīte        | Gardiens                                                                      | Klotz               | | Arbitrage : Aina Hove Melissa Szkola Juges de lignes : Bettina Angerer Charlotte Girard |
| 4 min            | Pénalités                                                                     | 10 min              | | Arbitrage : Aina Hove Melissa Szkola Juges de lignes : Bettina Angerer Charlotte Girard |
| 22               | Tirs                                                                          | 31                  | | Arbitrage : Aina Hove Melissa Szkola Juges de lignes : Bettina Angerer Charlotte Girard |

| 15 décembre 2016 | Chine | 0-3 (0-0, 0-2, 0-1) | France | Aren'ice 707 spectateurs |

| Feuille de match | Feuille de match | Feuille de match | Feuille de match                                                                                     | Feuille de match                                                                                    |
| ---------------- | ---------------- | ---------------- | --- | --------------------------------------------------------------------------------------------------- |
|                  | -                | 0-1 0-2 0-3      | Jouanny (Fohrer) — 28 min 47 s (JS) Baudrit (Duvin, Fohrer) — 32 min 7 s Duvin (Fohrer) — 45 min 6 s | Arbitrage : Nikoleta Celárová Katarina Timglas Juges de lignes : Michaela Kúdelová Zuzana Svobodová |
| He S.            | Gardiens         | Baldin           | | Arbitrage : Nikoleta Celárová Katarina Timglas Juges de lignes : Michaela Kúdelová Zuzana Svobodová |
| 8 min            | Pénalités        | 4 min            | | Arbitrage : Nikoleta Celárová Katarina Timglas Juges de lignes : Michaela Kúdelová Zuzana Svobodová |
| 8                | Tirs             | 36               | | Arbitrage : Nikoleta Celárová Katarina Timglas Juges de lignes : Michaela Kúdelová Zuzana Svobodová |

| 16 décembre 2016 | Lettonie | 4-2 (2-0, 1-2, 1-0) | Chine | Aren'ice 85 spectateurs |

| Feuille de match | Feuille de match | Feuille de match                         | Feuille de match                                             | Feuille de match                                                                           |
| ---------------- | --- | ---------------------------------------- | ------------------------------------------------------------ | ------------------------------------------------------------------------------------------ |
|                  | Bičevska (Koka) — 3 min 22 s Bičevska (Koka) — 7 min 20 s Ag. Apsīte (Koka, Bičevska) — 20 min 53 s - Pētersone (Mihejenko) — 52 min 13 s | 1–0 2–0 3–0 3–1 3–2 4–2                  | - Zhang (Yu, Kong) — 27 min 52 s (2 SN) Fang — 39 min 49 s - | Arbitrage : Aina Hove Katarina Timglas Juges de lignes : Charlotte Girard Zuzana Svobodová |
| K. Apsīte        | Gardiens | He S. (20 min 53 s) Wang Y. (39 min 7 s) |                                                              | Arbitrage : Aina Hove Katarina Timglas Juges de lignes : Charlotte Girard Zuzana Svobodová |
| 6 min            | Pénalités | 0 min                                    |                                                              | Arbitrage : Aina Hove Katarina Timglas Juges de lignes : Charlotte Girard Zuzana Svobodová |
| 22               | Tirs | 20                                       |                                                              | Arbitrage : Aina Hove Katarina Timglas Juges de lignes : Charlotte Girard Zuzana Svobodová |

| 16 décembre 2016 | France | 3-1 (0-0, 1-0, 2-1) | Italie | Aren'ice 800 spectateurs |

| Feuille de match | Feuille de match | Feuille de match | Feuille de match                | Feuille de match                                                                                     |
| ---------------- | --- | ---------------- | ------------------------------- | --- |
|                  | Allemoz (Locatelli, Passard) — 24 min 44 s - Allemoz (Passard, Aurard) — 58 min 18 s Jouanny (Baudrit, Fohrer) — 59 min 13 s (CV) | 1-0 1-1 2-1 3-1  | - Furlani (Gius) — 50 min 9 s - | Arbitrage : Nikoleta Celárová Melissa Szkola Juges de lignes : Magdaléna Čerhitová Michaela Kúdelová |
| Lambert          | Gardiens | Klotz            |                                 | Arbitrage : Nikoleta Celárová Melissa Szkola Juges de lignes : Magdaléna Čerhitová Michaela Kúdelová |
| 8 min            | Pénalités | 16 min           |                                 | Arbitrage : Nikoleta Celárová Melissa Szkola Juges de lignes : Magdaléna Čerhitová Michaela Kúdelová |
| 38               | Tirs | 14               |                                 | Arbitrage : Nikoleta Celárová Melissa Szkola Juges de lignes : Magdaléna Čerhitová Michaela Kúdelová |

| 18 décembre 2016 | Italie | 3-0 (0-0, 1-0, 2-0) | Chine | Aren'ice 153 spectateurs |

| Feuille de match | Feuille de match                                                                                                 | Feuille de match | Feuille de match | Feuille de match                                                                             |
| ---------------- | --- | ---------------- | ---------------- | -------------------------------------------------------------------------------------------- |
|                  | Elliscasis (Galtieri) — 28 min 16 s Furlani (de Rocco, Dalpra) — 40 min 9 s Mattivi (Saletta) — 58 min 58 s (CV) | 1-0 2-0 3-0      | -                | Arbitrage : Nikoleta Celárová Aina Hove Juges de lignes : Charlotte Girard Michaela Kúdelová |
| Klotz            | Gardiens | Wang Y.          |                  | Arbitrage : Nikoleta Celárová Aina Hove Juges de lignes : Charlotte Girard Michaela Kúdelová |
| 0 min            | Pénalités | 6 min            |                  | Arbitrage : Nikoleta Celárová Aina Hove Juges de lignes : Charlotte Girard Michaela Kúdelová |
| 33               | Tirs | 17               |                  | Arbitrage : Nikoleta Celárová Aina Hove Juges de lignes : Charlotte Girard Michaela Kúdelová |

| 18 décembre 2016 | France | 8-1 (4-0, 3-0, 1-1) | Lettonie | Aren'ice 928 spectateurs |

| Feuille de match | Feuille de match | Feuille de match                    | Feuille de match                       | Feuille de match                                                                                  |
| ---------------- | --- | ----------------------------------- | -------------------------------------- | ------------------------------------------------------------------------------------------------- |
|                  | Fohrer (Baudrit) — 1 min 46 s Passard (Parment) — 5 min 48 s Aurard (Passard) — 8 min 6 s Passard (Allemoz) — 11 min 12 s Escudero (Bouché) — 23 min 25 s Jouanny (Vix) — 23 min 52 s Fohrer (Gendarme) — 34 min 55 s (SN) - Allemoz (Locatelli) — 52 min 47 s (SN) | 1-0 2-0 3-0 4-0 5-0 6-0 7-0 7-1 8-1 | - Ag. Apsīte (Miljone) — 42 min 57 s - | Arbitrage : Melissa Szkola Katarina Timglas Juges de lignes : Bettina Angerer Magdaléna Čerhitová |
| Baldin           | Gardiens | Apsīte                              |                                        | Arbitrage : Melissa Szkola Katarina Timglas Juges de lignes : Bettina Angerer Magdaléna Čerhitová |
| 12 min           | Pénalités | 6 min                               |                                        | Arbitrage : Melissa Szkola Katarina Timglas Juges de lignes : Bettina Angerer Magdaléna Čerhitová |
| 49               | Tirs | 22                                  |                                        | Arbitrage : Melissa Szkola Katarina Timglas Juges de lignes : Bettina Angerer Magdaléna Čerhitová |

| Clt   | Équipe   | PJ | V | VP | D | DP | BP | BC | Diff | Pts |
| ----- | -------- | -- | - | -- | - | -- | -- | -- | ---- | --- |
| +001, | France   | 3  | 3 | 0  | 0 | 0  | 14 | 2  | +12  | 9   |
| +002, | Italie   | 3  | 2 | 0  | 1 | 0  | 7  | 5  | +2   | 6   |
| +003, | Lettonie | 3  | 1 | 0  | 2 | 0  | 7  | 13 | -6   | 3   |
| +004, | Chine    | 3  | 0 | 0  | 3 | 0  | 2  | 10 | -8   | 0   |

- Qualifié pour le tour de qualification

### Groupe F
Le Groupe F a lieu du 15 au 18 décembre 2016 à Stavanger en Norvège.
| 16 décembre 2016 | Slovaquie | 3-0 (1-0, 0-0, 2-0) | Kazakhstan | DNB Arena 48 spectateurs |

| Feuille de match | Feuille de match                                                                                               | Feuille de match | Feuille de match | Feuille de match                                                                     |
| ---------------- | --- | ---------------- | ---------------- | ------------------------------------------------------------------------------------ |
|                  | Mikesková (Kapustová) — 18 min 51 s Istocyova — 45 min 25 s (SN) Ihnatova (Mikesková, Kapustová) — 57 min 30 s | 1–0 2–0 3–0      | -                | Arbitrage : Gabriella Gran Kaisa Ketonen Juges de lignes : Liv Andersson Bente Owren |
| Kiapešová        | Gardiens | Dmitrieva        |                  | Arbitrage : Gabriella Gran Kaisa Ketonen Juges de lignes : Liv Andersson Bente Owren |
| 10 min           | Pénalités | 12 min           |                  | Arbitrage : Gabriella Gran Kaisa Ketonen Juges de lignes : Liv Andersson Bente Owren |
| 31               | Tirs | 17               |                  | Arbitrage : Gabriella Gran Kaisa Ketonen Juges de lignes : Liv Andersson Bente Owren |

| 16 décembre 2016 | Hongrie | 0-4 (0-1, 0-3, 0-0) | Norvège | DNB Arena 331 spectateurs |

| Feuille de match | Feuille de match | Feuille de match | Feuille de match | Feuille de match                                                                               |
| ---------------- | --- | ---------------- | ---------------- | ---------------------------------------------------------------------------------------------- |
|                  | Morset (Haug-Hansen) — 16 min 17 s (SN) Martinsen — 33 min 11 s Haug-Hansen (Olafsen) — 36 min 59 s (SN) Bergesen (Pedersen) — 37 min 43 s | 0–1 0–2 0–3 0–4  | -                | Arbitrage : Deana Cuglietta Katie Guay Juges de lignes : Jacqueline Spresser Johanna Taurianen |
| A. Németh        | Gardiens | Nyström          |                  | Arbitrage : Deana Cuglietta Katie Guay Juges de lignes : Jacqueline Spresser Johanna Taurianen |
| 6 min            | Pénalités | 8 min            |                  | Arbitrage : Deana Cuglietta Katie Guay Juges de lignes : Jacqueline Spresser Johanna Taurianen |
| 23               | Tirs | 30               |                  | Arbitrage : Deana Cuglietta Katie Guay Juges de lignes : Jacqueline Spresser Johanna Taurianen |

| 17 décembre 2016 | Slovaquie | 0-2 (0-0, 0-0, 0-2) | Hongrie | DNB Arena 70 spectateurs |

| Feuille de match | Feuille de match | Feuille de match | Feuille de match                                                              | Feuille de match                                                                      |
| ---------------- | ---------------- | ---------------- | ----------------------------------------------------------------------------- | ------------------------------------------------------------------------------------- |
|                  | -                | 0-1 0-2          | Gowie (T. Horváth, Dabasi) — 49 min 7 s Kiss (Grković) — 59 min 7 s (IN + CV) | Arbitrage : Gabriella Gran Katie Guay Juges de lignes : Bente Owren Johanna Taurianen |
| Kiapešová        | Gardiens         | A. Németh        |                                                                               | Arbitrage : Gabriella Gran Katie Guay Juges de lignes : Bente Owren Johanna Taurianen |
| 6 min            | Pénalités        | 10 min           |                                                                               | Arbitrage : Gabriella Gran Katie Guay Juges de lignes : Bente Owren Johanna Taurianen |
| 29               | Tirs             | 28               |                                                                               | Arbitrage : Gabriella Gran Katie Guay Juges de lignes : Bente Owren Johanna Taurianen |

| 17 décembre 2016 | Norvège | 5-0 (1-0, 1-0, 3-0) | Kazakhstan | DNB Arena 216 spectateurs |

| Feuille de match | Feuille de match | Feuille de match                               | Feuille de match | Feuille de match                                                                                 |
| ---------------- | --- | ---------------------------------------------- | ---------------- | ------------------------------------------------------------------------------------------------ |
|                  | Fischer (Holøs) — 13 min 1 s Morset (Dalen, Sirum) — 25 min 12 s Sirum (Engmann) — 48 min Bialik (Fischer) — 48 min 28 s Engmann (Fischer, Olafsen) — 57 min 59 s | 1-0 2-0 3-0 4-0 5-0                            | -                | Arbitrage : Deana Cuglietta Kaisa Ketonen Juges de lignes : Jessica Lundgren Jacqueline Spresser |
| Nyström          | Gardiens | Dmitrieva (57 min 59 s) Rauchanova (2 min 1 s) |                  | Arbitrage : Deana Cuglietta Kaisa Ketonen Juges de lignes : Jessica Lundgren Jacqueline Spresser |
| 6 min            | Pénalités | 8 min                                          |                  | Arbitrage : Deana Cuglietta Kaisa Ketonen Juges de lignes : Jessica Lundgren Jacqueline Spresser |
| 53               | Tirs | 11                                             |                  | Arbitrage : Deana Cuglietta Kaisa Ketonen Juges de lignes : Jessica Lundgren Jacqueline Spresser |

| 18 décembre 2016 | Kazakhstan | 2-5 (0-0, 1-3, 1-2) | Hongrie | DNB Arena 34 spectateurs |

| Feuille de match                                | Feuille de match                                                                   | Feuille de match            | Feuille de match | Feuille de match                                                                               |
| ----------------------------------------------- | ---------------------------------------------------------------------------------- | --------------------------- | --- | ---------------------------------------------------------------------------------------------- |
|                                                 | - Koroleva (Aldaberguenova, Konitcheva) — 37 min 35 s - Ryspek (Fux) — 56 min 10 s | 0–1 0–2 0–3 1–3 1–4 1–5 2–5 | H. Pintér (L. Pintér, Medgyes) — 23 min 3 s (SN) Somogyi (Medgyes, Kiss) — 27 min 47 s H. Pintér — 29 min 7 s - Medgyes (Dabasi, Gowie) — 45 min 1 s (SN) T. Horváth (Dabasi) — 50 min 13 s (SN) - | Arbitrage : Deana Cuglietta Gabriella Gran Juges de lignes : Liv Andersson Jacqueline Spresser |
| Dmitrieva (29 min 7 s) Rauchanova (30 min 53 s) | Gardiens                                                                           | A. Németh                   | | Arbitrage : Deana Cuglietta Gabriella Gran Juges de lignes : Liv Andersson Jacqueline Spresser |
| 16 min                                          | Pénalités                                                                          | 2 min                       | | Arbitrage : Deana Cuglietta Gabriella Gran Juges de lignes : Liv Andersson Jacqueline Spresser |
| 26                                              | Tirs                                                                               | 37                          | | Arbitrage : Deana Cuglietta Gabriella Gran Juges de lignes : Liv Andersson Jacqueline Spresser |

| 18 décembre 2016 | Norvège | 6-2 (1-0, 2-2, 3-0) | Slovaquie | DNB Arena 244 spectateurs |

| Feuille de match | Feuille de match | Feuille de match                | Feuille de match                                                                          | Feuille de match                                                                          |
| ---------------- | --- | ------------------------------- | ----------------------------------------------------------------------------------------- | ----------------------------------------------------------------------------------------- |
|                  | Martinsen (Haug-Hansen, Tendenes) — 13 min 36 s - Sirum (Morset, Olafsen) — 25 min 41 s (2 SN) Fischer (Dalen, Bialik) — 28 min 15 s - Tendenes (Hjelm, Sirum) — 41 min 4 s Fischer (Bialik) — 48 min 15 s Holøs (Martinsen, Dalen) — 55 min 2 s (2 SN) | 1-0 1-1 2-1 3-1 3-2 4-2 5-2 6-2 | - Istocyova (Klimešová) — 20 min 45 s (SN) - Ihnatova (Klimešová, Gápová) — 30 min 14 s - | Arbitrage : Katie Guay Kaisa Ketonen Juges de lignes : Jessica Lundgren Johanna Taurianen |
| Nyström          | Gardiens | Kiapešová                       |                                                                                           | Arbitrage : Katie Guay Kaisa Ketonen Juges de lignes : Jessica Lundgren Johanna Taurianen |
| 33 min           | Pénalités | 16 min                          |                                                                                           | Arbitrage : Katie Guay Kaisa Ketonen Juges de lignes : Jessica Lundgren Johanna Taurianen |
| 38               | Tirs | 21                              |                                                                                           | Arbitrage : Katie Guay Kaisa Ketonen Juges de lignes : Jessica Lundgren Johanna Taurianen |

| Clt   | Équipe     | PJ | V | VP | D | DP | BP | BC | Diff | Pts |
| ----- | ---------- | -- | - | -- | - | -- | -- | -- | ---- | --- |
| +001, | Norvège    | 3  | 3 | 0  | 0 | 0  | 15 | 2  | +13  | 9   |
| +002, | Hongrie    | 3  | 2 | 0  | 1 | 0  | 7  | 6  | +1   | 6   |
| +003, | Slovaquie  | 3  | 1 | 0  | 2 | 0  | 5  | 8  | -3   | 3   |
| +004, | Kazakhstan | 3  | 0 | 0  | 3 | 0  | 2  | 13 | -11  | 0   |

- Qualifié pour le tour de qualification

## Tour de qualification

### Groupe C
Le Groupe C a lieu du 9 au 12 février 2017 à Arosa en Suisse.
| 9 février 2017 | Danemark | 1-6 (0-2, 0-3, 1-1) | Suisse | Sport- und Kongresszentrum 450 spectateurs |

| Feuille de match | Feuille de match            | Feuille de match            | Feuille de match | Feuille de match                                                                         |
| ---------------- | --------------------------- | --------------------------- | --- | ---------------------------------------------------------------------------------------- |
|                  | - Langsager — 49 min 48 s - | 0-1 0-2 0-3 0-4 0-5 1-5 1-6 | Müller (N. Waidacher, Stalder) — 9 min 18 s Meier (Stalder, Müller) — 14 min 6 s (SN) Stalder (Meier, Zollinger) — 33 min 18 s Zollinger (Bullo) — 35 min 44 s Stalder (Meier, Müller) — 39 min (IN) - Stalder — 51 min 43 s (TP) | Arbitrage : Dina Allen Nicole Hertrich Juges de lignes : Veronica Johansson Justine Todd |
| L. Jensen        | Gardiens                    | Schelling                   | | Arbitrage : Dina Allen Nicole Hertrich Juges de lignes : Veronica Johansson Justine Todd |
| 10 min           | Pénalités                   | 12 min                      | | Arbitrage : Dina Allen Nicole Hertrich Juges de lignes : Veronica Johansson Justine Todd |
| 14               | Tirs                        | 41                          | | Arbitrage : Dina Allen Nicole Hertrich Juges de lignes : Veronica Johansson Justine Todd |

| 9 février 2017 | République tchèque | 5-0 (2-0, 3-0, 0-0) | Norvège | Sport- und Kongresszentrum 150 spectateurs |

| Feuille de match | Feuille de match | Feuille de match    | Feuille de match | Feuille de match                                                                              |
| ---------------- | --- | ------------------- | ---------------- | --------------------------------------------------------------------------------------------- |
|                  | Křížová (Mrázová, Ledlova) — 4 min 15 s Pejzlova (Pribylova, Vanisova) — 17 min 25 s Ledlova (Polenska, Skrdlova) — 32 min 9 s Křížová (Tejralova, Zikova) — 35 min 35 s (SN) Manhartová (Povová, Studentova) — 38 min 30 s (SN) | 1-0 2-0 3-0 4-0 5-0 | -                | Arbitrage : Gabrielle Ariano-Lortie Miyuki Nakayama Juges de lignes : Magali Anex Lisa Linnek |
| Peslarová        | Gardiens | Nystrøm             |                  | Arbitrage : Gabrielle Ariano-Lortie Miyuki Nakayama Juges de lignes : Magali Anex Lisa Linnek |
| 6 min            | Pénalités | 10 min              |                  | Arbitrage : Gabrielle Ariano-Lortie Miyuki Nakayama Juges de lignes : Magali Anex Lisa Linnek |
| 38               | Tirs | 18                  |                  | Arbitrage : Gabrielle Ariano-Lortie Miyuki Nakayama Juges de lignes : Magali Anex Lisa Linnek |

| 11 février 2017 | Suisse | 4-1 (1-1, 1-0, 2-0) | Norvège | Sport- und Kongresszentrum 1 123 spectateurs |

| Feuille de match | Feuille de match | Feuille de match    | Feuille de match                       | Feuille de match                                                                  |
| ---------------- | --- | ------------------- | -------------------------------------- | --------------------------------------------------------------------------------- |
|                  | Stalder (Raselli) — 2 min 27 s (SN) - Stalder (Thalmann) — 33 min 15 s Raselli (Meier, Müller) — 54 min 49 s (SN) Stalder (Bullo) — 59 min 48 s (CV) | 1-0 1-1 2-1 3-1 4-1 | - Holøs (Dalen, Bialik) — 6 min 50 s - | Arbitrage : Dina Allen Miyuki Nakayama Juges de lignes : Lisa Linnek Nataša Pagon |
| Schelling        | Gardiens | Nystrøm             |                                        | Arbitrage : Dina Allen Miyuki Nakayama Juges de lignes : Lisa Linnek Nataša Pagon |
| 6 min            | Pénalités | 18 min              |                                        | Arbitrage : Dina Allen Miyuki Nakayama Juges de lignes : Lisa Linnek Nataša Pagon |
| 45               | Tirs | 17                  |                                        | Arbitrage : Dina Allen Miyuki Nakayama Juges de lignes : Lisa Linnek Nataša Pagon |

| 11 février 2017 | République tchèque | 4-3 (1-1, 3-1, 0-1) | Danemark | Sport- und Kongresszentrum 106 spectateurs |

| Feuille de match | Feuille de match | Feuille de match            | Feuille de match                                                                                            | Feuille de match                                                                               |
| ---------------- | --- | --------------------------- | --- | ---------------------------------------------------------------------------------------------- |
|                  | - Přibylová (Horálková, Pejzlová) — 12 min 53 s Povova — 22 min 36 s Kolowratová (Mrázová, Křížová) — 31 min 18 s (SN) - Přibylová (Pejzlová, Vanišová) — 33 min 59 s - | 0-1 1-1 2-1 3-1 3-2 4-2 4-3 | Jakobsen (N. Jensen) — 7 min 13 s (2 SN) - Persson (Ernst) — 32 min 22 s - Andersen (Asperup) — 48 min 35 s | Arbitrage : Gabrielle Ariano-Lortie Nicole Hertrich Juges de lignes : Magali Anex Justine Todd |
| Peslarová        | Gardiens | L. Jensen                   | | Arbitrage : Gabrielle Ariano-Lortie Nicole Hertrich Juges de lignes : Magali Anex Justine Todd |
| 10 min           | Pénalités | 14 min                      | | Arbitrage : Gabrielle Ariano-Lortie Nicole Hertrich Juges de lignes : Magali Anex Justine Todd |
| 38               | Tirs | 16                          | | Arbitrage : Gabrielle Ariano-Lortie Nicole Hertrich Juges de lignes : Magali Anex Justine Todd |

| 12 février 2017 | Suisse | 4-1 (0-1, 2-0, 2-0) | République tchèque | Sport- und Kongresszentrum 1 342 spectateurs |

| Feuille de match | Feuille de match | Feuille de match    | Feuille de match                           | Feuille de match                                                                                |
| ---------------- | --- | ------------------- | ------------------------------------------ | ----------------------------------------------------------------------------------------------- |
|                  | - Müller (Stalder, Raselli) — 34 min 19 s Stalder (Müller, Waidacher) — 39 min 42 s (SN) Müller (Meier, Stalder) — 49 min 6 s (SN) Stalder (Müller) — 59 min 26 s (CV) | 0-1 1-1 2-1 3-1 4-1 | Lédlová (Křížová, Mrázová) — 17 min 57 s - | Arbitrage : Dina Allen Gabrielle Ariano-Lortie Juges de lignes : Veronica Johansson Lisa Linnek |
| Schelling        | Gardiens | Peslarová           |                                            | Arbitrage : Dina Allen Gabrielle Ariano-Lortie Juges de lignes : Veronica Johansson Lisa Linnek |
| 16 min           | Pénalités | 12 min              |                                            | Arbitrage : Dina Allen Gabrielle Ariano-Lortie Juges de lignes : Veronica Johansson Lisa Linnek |
| 21               | Tirs | 20                  |                                            | Arbitrage : Dina Allen Gabrielle Ariano-Lortie Juges de lignes : Veronica Johansson Lisa Linnek |

| 12 février 2017 | Norvège | 5-1 (0-1, 4-0, 1-0) | Danemark | Sport- und Kongresszentrum |

| Feuille de match | Feuille de match | Feuille de match                             | Feuille de match           | Feuille de match                                                                        |
| ---------------- | --- | -------------------------------------------- | -------------------------- | --------------------------------------------------------------------------------------- |
|                  | - Dalen (Martinsen, Hjelm) — 27 min 23 s (2 SN) Hoen Olafsen (Fischer, Haug Hansen) — 27 min 54 s (SN) Haug Hansen — 30 min 50 s Sirum (Dalen) — 36 min 55 s Dalen (Biseth Engmann) — 44 min 40 s | 0-1 1-1 2-1 3-1 4-1 5-1                      | Brix (Weis) — 4 min 31 s - | Arbitrage : Nicole Hertrich Miyuki Nakayama Juges de lignes : Nataša Pagon Justine Todd |
| Holterud Olsson  | Gardiens | L. Jensen (37 min 4 s) Terrida (22 min 56 s) |                            | Arbitrage : Nicole Hertrich Miyuki Nakayama Juges de lignes : Nataša Pagon Justine Todd |
|                  | |                                              |                            | Arbitrage : Nicole Hertrich Miyuki Nakayama Juges de lignes : Nataša Pagon Justine Todd |
|                  | |                                              |                            | Arbitrage : Nicole Hertrich Miyuki Nakayama Juges de lignes : Nataša Pagon Justine Todd |

| Clt   | Équipe   | PJ | V | VP | D | DP | BP | BC | Diff | Pts |
| ----- | -------- | -- | - | -- | - | -- | -- | -- | ---- | --- |
| +001, | Suisse   | 3  | 3 | 0  | 0 | 0  | 14 | 3  | +11  | 9   |
| +002, | Tchéquie | 3  | 2 | 0  | 1 | 0  | 10 | 7  | +3   | 6   |
| +003, | Norvège  | 3  | 1 | 0  | 2 | 0  | 6  | 10 | -4   | 3   |
| +004, | Danemark | 3  | 0 | 0  | 3 | 0  | 5  | 15 | -10  | 0   |

- Qualifié pour les Jeux olympiques

### Groupe D
Le Groupe D a lieu du 9 au 12 février 2017 à Tomakomai au Japon.
| 9 février 2017 | Allemagne | 3-2 (TB) (0-1, 1-0, 1-1, 0-0, 1-0) | France | Hakucho Arena 450 spectateurs |

| Feuille de match | Feuille de match                                                                                             | Feuille de match    | Feuille de match                                                     | Feuille de match                                                                                 |
| ---------------- | --- | ------------------- | -------------------------------------------------------------------- | ------------------------------------------------------------------------------------------------ |
|                  | - Kratzer (Spielberger, Zorn) — 34 min 58 s (SN) - Delarbre (Rothemund) — 58 min 56 s Anwander — 65 min (TB) | 0-1 1-1 1-2 2-2 3-2 | Allemoz (Fohrer) — 16 min 7 s (JS) - Baudrit (Duvin) — 44 min 54 s - | Arbitrage : Mélanie Bordealeau Drahomina Fialova Juges de lignes : Jenni Heikkinen Ilona Novotna |
| Harß             | Gardiens | Baldin              |                                                                      | Arbitrage : Mélanie Bordealeau Drahomina Fialova Juges de lignes : Jenni Heikkinen Ilona Novotna |
| 10 min           | Pénalités | 14 min              |                                                                      | Arbitrage : Mélanie Bordealeau Drahomina Fialova Juges de lignes : Jenni Heikkinen Ilona Novotna |
| 45               | Tirs | 20                  |                                                                      | Arbitrage : Mélanie Bordealeau Drahomina Fialova Juges de lignes : Jenni Heikkinen Ilona Novotna |

| 9 février 2017 | Autriche | 1-6 (1-1, 0-2, 0-3) | Japon | Hakucho Arena 1 835 spectateurs |

| Feuille de match | Feuille de match                   | Feuille de match            | Feuille de match | Feuille de match                                                                              |
| ---------------- | ---------------------------------- | --------------------------- | --- | --------------------------------------------------------------------------------------------- |
|                  | - Kantor (Altmann) — 19 min 29 s - | 0-1 1-1 1-2 1-3 1-4 1-5 1-6 | Kubo (Ukita, A. Toko) — 17 min 21 s (SN) - Koike (Nakamura) — 22 min 53 s Kubo (H. Toko, Suzuki) — 26 min 53 s Ono (Osawa) — 43 min 41 s Kubo (Nakamura, H. Toko) — 56 min 50 s (SN) Nakamura (Hosoyamada, Adachi) — 58 min 10 s | Arbitrage : Anna Eskola Jamie Huntley-Park Juges de lignes : Stéphanie Gagnon Jessica Leclerc |
| Hornich          | Gardiens                           | N. Fujimoto                 | | Arbitrage : Anna Eskola Jamie Huntley-Park Juges de lignes : Stéphanie Gagnon Jessica Leclerc |
| 6 min            | Pénalités                          | 2 min                       | | Arbitrage : Anna Eskola Jamie Huntley-Park Juges de lignes : Stéphanie Gagnon Jessica Leclerc |
| 23               | Tirs                               | 42                          | | Arbitrage : Anna Eskola Jamie Huntley-Park Juges de lignes : Stéphanie Gagnon Jessica Leclerc |

| 11 février 2017 | Allemagne | 4-1 (2-1, 0-0, 2-0) | Autriche | Hakucho Arena 851 spectateurs |

| Feuille de match | Feuille de match | Feuille de match    | Feuille de match                  | Feuille de match                                                                                 |
| ---------------- | --- | ------------------- | --------------------------------- | ------------------------------------------------------------------------------------------------ |
|                  | Lanzl (Kluge, Anwander) — 6 min - Eisenschmid (Anwander) — 13 min 46 s (SN) Gleissner (Kluge, Lanzl) — 53 min (SN) Spielberger (Kratzer, Zorn) — 53 min 22 s | 1-0 1-1 2-1 3-1 4-1 | - Kantor (Meixner) — 6 min 52 s - | Arbitrage : Drahomira Fialova Jamie Huntley-Park Juges de lignes : Jessica Leclerc Ilona Novotna |
| Harß             | Gardiens | Hornich             |                                   | Arbitrage : Drahomira Fialova Jamie Huntley-Park Juges de lignes : Jessica Leclerc Ilona Novotna |
| 6 min            | Pénalités | 18 min              |                                   | Arbitrage : Drahomira Fialova Jamie Huntley-Park Juges de lignes : Jessica Leclerc Ilona Novotna |
| 45               | Tirs | 15                  |                                   | Arbitrage : Drahomira Fialova Jamie Huntley-Park Juges de lignes : Jessica Leclerc Ilona Novotna |

| 11 février 2017 | Japon | 4-1 (1-1, 1-0, 2-0) | France | Hakucho Arena 2 597 spectateurs |

| Feuille de match | Feuille de match | Feuille de match    | Feuille de match               | Feuille de match                                                                                 |
| ---------------- | --- | ------------------- | ------------------------------ | ------------------------------------------------------------------------------------------------ |
|                  | Nakamura (Kubo, Takeuchi) — 2 min 21 s H. Toko — 23 min 26 s - Kubo (A. Toko) — 53 min 3 s (SN) Ukita (H. Toko) — 57 min 37 s | 1-0 2-0 2-1 3-1 4-1 | - Allemoz — 31 min 35 s (SN) - | Arbitrage : Mélanie Bordeleau Anna Eskola Juges de lignes : Michaela Frattarelli Jenni Heikkinen |
| N. Fujimoto      | Gardiens | Baldin              |                                | Arbitrage : Mélanie Bordeleau Anna Eskola Juges de lignes : Michaela Frattarelli Jenni Heikkinen |
| 14 min           | Pénalités | 10 min              |                                | Arbitrage : Mélanie Bordeleau Anna Eskola Juges de lignes : Michaela Frattarelli Jenni Heikkinen |
| 46               | Tirs | 22                  |                                | Arbitrage : Mélanie Bordeleau Anna Eskola Juges de lignes : Michaela Frattarelli Jenni Heikkinen |

| 12 février 2017 | France | 3-1 (0-0, 1-1, 2-0) | Autriche | Hakucho Arena 1 167 spectateurs |

| Feuille de match | Feuille de match                                                                               | Feuille de match | Feuille de match                         | Feuille de match                                                                                  |
| ---------------- | ---------------------------------------------------------------------------------------------- | ---------------- | ---------------------------------------- | ------------------------------------------------------------------------------------------------- |
|                  | Allemoz (Parment) — 36 min 27 s - Gendarme (Duvin) — 51 min 40 s (SN) Duvin — 59 min 59 s (CV) | 1-0 1-1 2-1 3-1  | - Beiter-Schwarzler — 39 min 45 s (SN) - | Arbitrage : Anna Eskola Drahomina Fiavola Juges de lignes : Michaela Frattarelli Stéphanie Gagnon |
| Baldin           | Gardiens                                                                                       | Arnberger        |                                          | Arbitrage : Anna Eskola Drahomina Fiavola Juges de lignes : Michaela Frattarelli Stéphanie Gagnon |
| 6 min            | Pénalités                                                                                      | 14 min           |                                          | Arbitrage : Anna Eskola Drahomina Fiavola Juges de lignes : Michaela Frattarelli Stéphanie Gagnon |
| 28               | Tirs                                                                                           | 34               |                                          | Arbitrage : Anna Eskola Drahomina Fiavola Juges de lignes : Michaela Frattarelli Stéphanie Gagnon |

| 12 février 2017 | Japon | 3-1 (0-0, 2-1, 1-0) | Allemagne | Hakucho Arena 3 111 spectateurs |

| Feuille de match | Feuille de match                                                                                                   | Feuille de match | Feuille de match                                     | Feuille de match                                                                                   |
| ---------------- | --- | ---------------- | ---------------------------------------------------- | -------------------------------------------------------------------------------------------------- |
|                  | M. Fujimoto (Hori, Adachi) — 27 min 44 s Ono (Hosoyamada, Koike) — 30 min 50 s (SN) - Kubo (H. Toko) — 54 min 43 s | 1-0 2-0 2-1 3-1  | - Eisenschmid (Lanzl, Anwander) — 36 min 30 s (SN) - | Arbitrage : Mélanie Bordeleau Jamie Huntley-Park Juges de lignes : Jenni Heikkinen Jessica LEclerc |
| N. Fujimoto      | Gardiens | Harß             |                                                      | Arbitrage : Mélanie Bordeleau Jamie Huntley-Park Juges de lignes : Jenni Heikkinen Jessica LEclerc |
| 8 min            | Pénalités | 6 min            |                                                      | Arbitrage : Mélanie Bordeleau Jamie Huntley-Park Juges de lignes : Jenni Heikkinen Jessica LEclerc |
| 25               | Tirs | 15               |                                                      | Arbitrage : Mélanie Bordeleau Jamie Huntley-Park Juges de lignes : Jenni Heikkinen Jessica LEclerc |

| Clt   | Équipe    | PJ | V | VP | D | DP | BP | BC | Diff | Pts |
| ----- | --------- | -- | - | -- | - | -- | -- | -- | ---- | --- |
| +001, | Japon     | 3  | 3 | 0  | 0 | 0  | 13 | 3  | +10  | 9   |
| +002, | Allemagne | 3  | 1 | 1  | 1 | 0  | 8  | 6  | +2   | 5   |
| +003, | France    | 3  | 1 | 0  | 1 | 1  | 6  | 8  | -2   | 4   |
| +004, | Autriche  | 3  | 0 | 0  | 3 | 0  | 3  | 13 | -10  | 0   |

- Qualifié pour les Jeux olympiques

### Feuilles de match

#### Premier tour de pré-qualification
1. ↑  (en) « HKG - TUR 2-8 », sur stats.iihf.com, 7 octobre 2016 (consulté le 8 octobre 2016)
2. ↑  (en) « MEX - HKG 13-0 », sur stats.iihf.com, 8 octobre 2016 (consulté le 9 octobre 2016)
3. ↑  (en) « TUR - MEX 5-11 », sur stats.iihf.com, 9 octobre 2016 (consulté le 10 octobre 2016)

#### Deuxième tour de pré-qualification
1. ↑  (en) « GBR - MEX : 3-2 », sur stats.iihf.com, 3 novembre 2016 (consulté le 3 novembre 2016)
2. ↑  (en) « POL - KAZ : 1-4 », sur stats.iihf.com, 3 novembre 2016 (consulté le 3 novembre 2016)
3. ↑  (en) « GBR - POL : 3-4 », sur stats.iihf.com, 4 novembre 2016 (consulté le 4 novembre 2016)
4. ↑  (en) « KAZ - MEX : 3-1 », sur stats.iihf.com, 4 novembre 2016 (consulté le 4 novembre 2016)
5. ↑  (en) « MEX - POL : 0-5 », sur stats.iihf.com, 6 novembre 2016 (consulté le 6 novembre 2016)
6. ↑  (en) « KAZ - GBR : 3-1 », sur stats.iihf.com, 6 novembre 2016 (consulté le 6 novembre 2016)
7. ↑  (en) « SLO - NED : 1-14 », sur stats.iihf.com, 4 novembre 2016 (consulté le 4 novembre 2016)
8. ↑  (en) « ITA - ESP : 2-0 », sur stats.iihf.com, 4 novembre 2016 (consulté le 4 novembre 2016)
9. ↑  (en) « ITA - SLO : 8-1 », sur stats.iihf.com, 5 novembre 2016 (consulté le 5 novembre 2016)
10. ↑  (en) « NED - ESP : 2-0 », sur stats.iihf.com, 5 novembre 2016 (consulté le 6 novembre 2016)
11. ↑  (en) « NED - ITA : 1-5 », sur stats.iihf.com, 6 novembre 2016 (consulté le 7 novembre 2016)
12. ↑  (en) « ESP - SLO : 5-1 », sur stats.iihf.com, 6 novembre 2016 (consulté le 7 novembre 2016)

#### Troisième tour de pré-qualification
1. ↑  (en) « LAT - ITA : 2-3 », sur stats.iihf.com, 15 décembre 2016 (consulté le 17 décembre 2016)
2. ↑  (en) « CHN - FRA : 0-3 », sur stats.iihf.com, 15 décembre 2016 (consulté le 17 décembre 2016)
3. ↑  (en) « LAT - CHN : 4-2 », sur stats.iihf.com, 16 décembre 2016 (consulté le 17 décembre 2016)
4. ↑  (en) « FRA - ITA : 3-1 », sur stats.iihf.com, 16 décembre 2016 (consulté le 17 décembre 2016)
5. ↑  (en) « ITA - CHN : 3-0 », sur stats.iihf.com, 18 décembre 2016 (consulté le 18 décembre 2016)
6. ↑  (en) « FRA - LAT : 8-1 », sur stats.iihf.com, 18 décembre 2016 (consulté le 18 décembre 2016)
7. ↑  (en) « SVK - KAZ : 3-0 », sur stats.iihf.com, 16 décembre 2016 (consulté le 17 décembre 2016)
8. ↑  (en) « HUN - NOR : 0-4 », sur stats.iihf.com, 16 décembre 2016 (consulté le 17 décembre 2016)
9. ↑  (en) « SVK - HUN : 0-2 », sur stats.iihf.com, 17 décembre 2016 (consulté le 17 décembre 2016)
10. ↑  (en) « NOR - KAZ : 5-0 », sur stats.iihf.com, 17 décembre 2016 (consulté le 17 décembre 2016)
11. ↑  (en) « KAZ - HUN : 2-5 », sur stats.iihf.com, 18 décembre 2016 (consulté le 18 décembre 2016)
12. ↑  (en) « NOR - SVK : 6-2 », sur stats.iihf.com, 18 décembre 2016 (consulté le 18 décembre 2016)

#### Tour de qualification
1. ↑  (en) « DEN - SUI : 1-6 », sur stats.iihf.com, 9 février 2017 (consulté le 10 février 2017)
2. ↑  (en) « CZE - NOR : 5-0 », sur stats.iihf.com, 9 février 2017 (consulté le 10 février 2017)
3. ↑  (en) « SUI - NOR : 4-1 », sur stats.iihf.com, 11 février 2017 (consulté le 11 février 2017)
4. ↑  (en) « CZE - DEN : 4-3 », sur stats.iihf.com, 12 février 2017 (consulté le 12 février 2017)
5. ↑  (en) « SUI - CZE : 4-1 », sur stats.iihf.com, 12 février 2017 (consulté le 12 février 2017)
6. ↑  (en) « NOR - DEN : 5-1 », sur stats.iihf.com, 12 février 2017 (consulté le 13 février 2017)
7. ↑  (en) « GER - FRA : 3-2 », sur stats.iihf.com, 9 février 2017 (consulté le 9 février 2017)
8. ↑  (en) « AUT - JPN : 1-6 », sur stats.iihf.com, 9 février 2017 (consulté le 9 février 2017)
9. ↑  (en) « GER - AUT : 4-1 », sur stats.iihf.com, 11 février 2017 (consulté le 11 février 2017)
10. ↑  (en) « JPN - FRA : 4-1 », sur stats.iihf.com, 11 février 2017 (consulté le 11 février 2017)
11. ↑  (en) « FRA - AUT : 3-1 », sur stats.iihf.com, 12 février 2017 (consulté le 12 février 2017)
12. ↑  (en) « JPN - GER : 3-1 », sur stats.iihf.com, 12 février 2017 (consulté le 12 février 2017)